# Championnat d'Autriche de football 1963-1964
Navigation
Saison précédente Saison suivante
La saison 1963-1964 du Championnat d'Autriche de football était la 53e édition du championnat de première division en Autriche. La Staatsliga A regroupe les 14 meilleurs clubs du pays au sein d'une poule unique où ils s'affrontent deux fois au cours de la saison, à domicile et à l'extérieur. À la fin de la saison, les 3 derniers du classement sont relégués et remplacés par les 3 meilleurs clubs de Regionalliga.
C'est le SK Rapid Vienne qui remporte le championnat en terminant en tête du classement final, avec 6 points d'avance sur le triple tenant du titre, le FK Austria Vienne et 10 sur le Linzer ASK. C'est le 23e titre de champion d'Autriche de l'histoire du club.

## Les 14 clubs participants
| - Wiener Sport-Club - SK Rapid Vienne - Kapfenberger SV - Promu de Regionalliga - First Vienna FC - 1. Simmeringer SC - FC Dornbirn - Promu de Regionalliga - Wiener AC | - Linzer ASK - SVS Linz - SK Admira Vienne Energie - FK Austria Vienne - Grazer AK - 1. Schwechater SC - 1. Wiener Neustädter SC - Promu de Regionalliga |

## Compétition

### Classement
Le barème utilisé pour établir le classement est le suivant :
- Victoire : 2 points
- Match nul : 1 point
- Défaite : 0 point

| Rang | Équipe                     | Pts | J  | G  | N  | P  | Bp | Bc | Diff |
| ---- | -------------------------- | --- | -- | -- | -- | -- | -- | -- | ---- |
| 1    | SK Rapid Vienne            | 43  | 26 | 19 | 5  | 2  | 69 | 27 | +42  |
| 2    | FK Austria Vienne T        | 37  | 26 | 17 | 3  | 6  | 61 | 36 | +25  |
| 3    | Linzer ASK                 | 33  | 26 | 15 | 3  | 8  | 46 | 36 | +10  |
| 4    | 1. Schwechater SC          | 31  | 26 | 13 | 5  | 8  | 51 | 41 | +10  |
| 5    | Wiener Sport-Club          | 31  | 26 | 13 | 5  | 8  | 48 | 53 | -5   |
| 6    | Grazer AK                  | 27  | 26 | 11 | 5  | 10 | 49 | 42 | +7   |
| 7    | SK Admira Vienne Energie C | 27  | 26 | 11 | 5  | 10 | 52 | 49 | +3   |
| 8    | First Vienna FC            | 24  | 26 | 8  | 8  | 10 | 38 | 33 | +5   |
| 9    | Wiener AC                  | 24  | 26 | 7  | 10 | 9  | 33 | 38 | -5   |
| 10   | 1. Wiener Neustädter SC P  | 22  | 26 | 8  | 6  | 12 | 33 | 47 | -14  |
| 11   | Kapfenberger SV P          | 18  | 26 | 8  | 2  | 16 | 38 | 56 | -18  |
| 12   | SVS Linz                   | 17  | 26 | 5  | 7  | 14 | 42 | 56 | -14  |
| 13   | 1. Simmeringer SC          | 17  | 26 | 8  | 1  | 17 | 46 | 64 | -18  |
| 14   | FC Dornbirn P              | 13  | 26 | 4  | 5  | 17 | 31 | 59 | -28  |

|  | Qualification pour la Coupe des clubs champions 1964-1965                    |
|  | Qualification pour la Coupe des Coupes 1964-1965                             |
|  | Qualification pour la Coupe des villes de foires 1964-1965                   |
|  | Relégation directe en Regionalliga                                           |
|  | T Tenant du titre C Vainqueur de la Coupe d'Autriche P Promu de Regionalliga |

## Bilan de la saison
| Championnat d'Autriche de football 1963-1964 |                             |
| Champion                                     | SK Rapid Vienne (23e titre) |
| Coupes et trophées                           |                             |
| Vainqueur de la Coupe d'Autriche 1963-1964   | SK Admira Vienne Energie    |
| Qualifications continentales                 |                             |
| Coupe d'Europe des clubs champions 1964-1965 | SK Rapid Vienne             |
| Coupe des Coupes 1964-1965                   | SK Admira Vienne Energie    |
| Coupe des villes de foires 1964-1965         | Grazer AK                   |
| Coupe des villes de foires 1964-1965         | Wiener Sport-Club           |
| Promotions et relégations                    |                             |
| Promus en Staatsliga A                       | SK Sturm Graz               |
| Promus en Staatsliga A                       | Wacker AC                   |
| Promus en Staatsliga A                       | Wacker Innsbruck            |
| Relégués en Regionalliga                     | SVS Linz                    |
| Relégués en Regionalliga                     | 1. Simmeringer SC           |
| Relégués en Regionalliga                     | FC Dornbirn                 |